# Эль-Кабир, Мустафа
Мустафа Эль-Кабир (араб. مصطفى الكبير‎; родился 5 октября 1988 года, Таргист) — марокканский и нидерландский футболист, игравший на позиции нападающего.
Раннее выступал за нидерландский НЕК, шведские команды «Мьельбю», «Хеккен» и «Кальмар», а также итальянский «Кальяри», саудовский «Аль-Ахли», турецкий «Генчлербирлиги», «Антальяспор», Анкарагюджю и «Ризеспор», и японский «Саган Тосу». Младший брат Отман также футболист.

## Биография

### Детство и ранние годы
Мустафа Эль-Кабир родился 5 октября 1988 года в марокканском городе Таргист, в провинции Эль-Хосейма. В это время его родители находились в Марокко в отпуске, но спустя 20 дней после рождения вся семья вернулась в Амстердам, где работал отец Эль-Кабира. Помимо Мустафы, в семье было ещё пятеро братьев и одна сестра.
По словам Эль-Кабира его семья не была столь богатой и, возможно, из-за этого он слишком поздно начал заниматься футболом профессионально, в возрасте 12 лет, хотя до этого Мустафа часто гонял футбольный мяч на улицах Амстердама. Как и для многих мальчишек его района, первой командой Эль-Кабира стал футбольный клуб «Нерландия», где его определили на позицию защитника. Играя на этой позиции он даже прошёл просмотр в клубе «Омниворлд», но в итоге оказался в юношеской команде амстердамского «Блау-Вита», где вскоре стал играть на позиции нападающего.
В 2005 году семнадцатилетний Мустафа перешёл в футбольную академию амстердамского «Аякса». Это стало возможным благодаря тренеру «Блау-Вита» Берту Реймерсу, который предложил юному нападающему тренироваться с «Аяксом». Однако в команде Мустафа отыграл лишь один сезон, а затем продолжил карьеру в молодёжном составе «Фейеноорда», но травма брюшной мышцы не позволила ему дебютировать в основном составе. После проведённой операции Мустафа полгода не мог играть, а восстановившись от травмы, он провёл шесть месяцев в клубе «Утрехт».

### НЕК
Летом 2008 года Мустафа покинул «Утрехт» и перешёл в клуб НЕК из города Неймеген. Подписанный им 3 июня контракт был рассчитан на один сезон. Неофициальный дебют Эль-Кабира в команде состоялся 11 августа в товарищеском матче против греческого «Ираклиса», завершившемся вничью 1:1. В августе НЕК провёл ещё два спарринга — 16 числа в игре против любительской команды НСК Мустафа отметился дублем, а спустя три дня, его гол помог клубу уйти от поражения в матче против испанского «Эспаньола». Однако после старта чемпионата Нидерландов в конце августа, Эль-Кабиру не удалось пробиться в основной состав, и поэтому ему пришлось выступать за молодёжную команду.

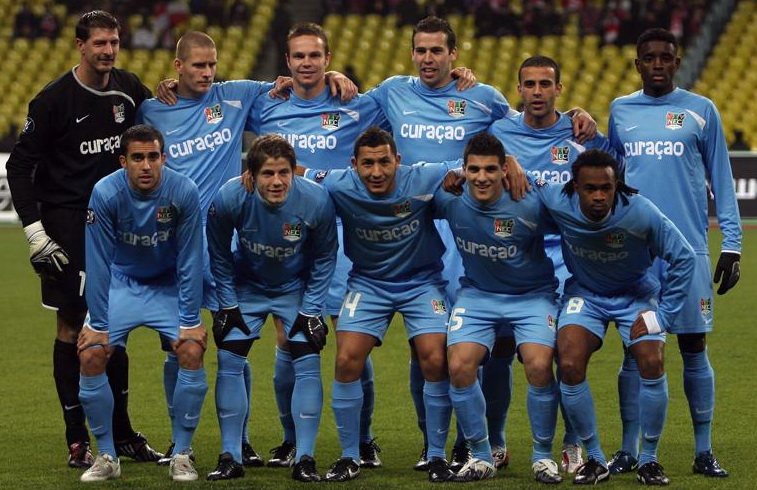
НЕК перед матчем Кубка УЕФА с московским «Спартаком», 3 декабря 2008 года (Эль-Кабир второй справа в нижнем ряду).

Лишь 22 ноября главный тренер Марио Бен наконец выставил Эль-Кабира в стартовый состав на матч чемпионата с клубом НАК Бреда. Но за 82-е минуты Мустафа так и не отличился и был заменён, вместо него на поле появился 22-летний нападающий Рютгер Ворм. Матч завершился с ничейным счётом 1:1. После игры Марио Бен похвалил дебютанта и сказал, что у Эль-Кабира были хорошие шансы отличиться.
Спустя пять дней, 27 ноября, Мустафа дебютировал в групповом раунде Кубка УЕФА против английского «Тоттенхэм Хотспура». Эль-Кабир попал в стартовый состав и действовал на правом фланге нападения. Однако уже на 15-й минуте англичане забили быстрый гол, который в итоге и стал победным для «Тоттенхэма».
В дебютном сезоне Эль-Кабир провёл 10 игр в чемпионате, а также 4 матча в Кубке УЕФА. В конце декабря 2008 года Мустафа продлил свой контракт до 2012 года, который заканчивался летом 2009 года.
В конце 2009 года Мустафа из-за избыточного веса был переведён в молодёжный состав. В начале февраля 2010 года технический директор НЕК’а заявил, что Эль-Кабир больше не будет выступать за клуб, но он сможет тренироваться вместе с командой. Однако руководство клуба повозило игроку в середине марта покинуть команду бесплатно, даже несмотря на то, что его контракт был действителен до 2012 года.

### «Мьельбю»

#### Сезон 2010
26 февраля Мустафа прибыл в расположение шведского клуба «Мьельбю», который проводил свой предсезонный сбор на Кипре. Как сообщил их главный тренер Питер Сверд, Эль-Кабир будет тренироваться и играть вместе с командой. 7 марта Мустафа заключил с «Мьельбю» контракт на два с половиной года.
В составе клуба Мустафа дебютировал 14 марта в гостевом матче 1-о тура чемпионата Швеции против АИК’а, завершившимся вничью 0:0. В той игре он провёл на поле 70 минут, после которых его заменили на полузащитника Давида Лёфквиста. 29 марта Эль-Кабир открыл счёт своим голам за «Мьельбю» — случилось это в гостевой игре чемпионата против «Эребру». Однако затем Мустафа довольно долго не мог отличиться за команду и лишь в 7-м туре чемпионата на выезде против «Хеккена» отметился голом, который помог его команде с минимальным счётом 0:1 одержать победу.
В одном из последнем матче чемпионата перед перерывом, связанным с началом Чемпионата мира, «Мьельбю» дома встречался с одним из лидеров первенства командой «Мальмё». Мустафа забил первые два мяча в игре, отличившись на 11-й и 22-й минутах матча, а его команда в итоге одержала победу со счётом 4:2. Спустя три дня, Эль-Кабир дебютировал в Кубке Швеции, в матче третьего раунда «Мьельбю» на выезде оказался сильнее клуба «Лимхамн Бункефлу».
4 июля команде Мустафы вновь предстояла сыграть с «Мальмё», но на этот раз в рамках четвёртого раунда Кубка Швеции. «Мьельбю» разгромил гостей со счётом 4:1; все четыре гола за хозяев поля забил Эль-Кабир, таким образом он оформил покер. Его первый гол стал настоящим украшением матча — Мустафа сильнейшим ударом с 30 метров поразил ворота «Мальмё». Спустя шесть дней, 10 июля, «Мьельбю» уже играл в четвертьфинале Кубка Швеции против «Эребру». На протяжении почти всего матча команда Эль-Кабира вела со счётом 0:1, но в самой концовке матча, сначала сам Мустафа, а затем и Пётр Гицелов, довели победу в матче до разгромной, 0:3.
Спустя несколько дней, Мустафа отправился в Нидерланды, где подал заявку на получение паспорта гражданина Нидерландов, поэтому «Мьельбю» пришлось провести два матча в чемпионате без него. После удачного выступления Эль-Кабира в клубе, спортивный директор «Мьельбю» Томас Андерссон Борстам сказал, что интерес к его подопечному проявляют сейчас многие клубы из Европы, а на матчах за ним наблюдают скауты из Турции, Нидерландов и Дании»
Вернувшись в клуб, Мустафа 24 июля сыграл в 16-м туре чемпионата, однако в этой игре он был удалён с поля в конце матча за две жёлтые карточки, причём получил он их всего за четыре минуты. «Мьельбю» уступил в гостях клубу «Броммапойкарна» со счётом 1:0, а сам Мустафа получил одноматчевую дисквалификацию. Отбыв полученное наказание нападающий вернулся на поле во встрече 18-о тура против клуба ГАИС. После получаса игры у Эль-Кабира был неплохой момент отличиться, но его удар парировал голкипер гостей. В первом тайме хозяева поля имели преимущество, которое воплотилось в два забитых гола. Во втором тайме игроки «Мьельбю» забили два гола, однако ГАИС всё же победил со счётом 3:2.
В следующем туре, который состоялся 21 августа, Мустафа отметился дублем в ворота «Ефле». В первом тайме гости доминировали на поле, уже на 13-й минуте Мустафа отметился голом, пробив с линии штрафной в левый дальний от вратаря угол. Ближе к концу тайма команды обменялись голами — у «Ефле» отличился Йонас Лантто, а у «Мьельбю», вновь Эль-Кабир. Во втором тайме Мустафа мог забить свой третий гол в игре, но его сильный удар с 28 метров пришёлся в перекладину. С 64-й по 67-ю минуту вратарь «Мьельбю» дважды доставал мяч из собственных ворот; дубль в составе «Ефле» оформил молодой нападающий Якоб Орлов. Однако в уже компенсированное время от поражения «Мьельбю» спас Хуан Робледо, замкнувший навесную передачу с середины поля.
28 октября футболисты «Мьельбю» потерпели поражение в полуфинальном матче Кубка Швеции от «Хельсингборга», уступив со счётом 2:0. Мустафа провёл на поле 78 минут и был заменён. До конца сезона Эль-Кабир отметился ещё четырьмя забитыми голами, всего же на счету нападающего было 10 мячей в чемпионате Швеции 2010, по итогам которого «Мьельбю» финишировал на высоком шестом месте.

#### Сезон 2011
В начале 2011 года в услугах Эль-Кабира было заинтересовано сразу несколько итальянских команд, среди которых был «Удинезе», однако футболист предпочёл продлить свой действующий контракт ещё на полгода — до лета 2013 года. В феврале Мустафа получил столь долгожданное для него нидерландское гражданство.
Свой первый официальный матч в сезоне «Мьельбю» провёл дома 3 апреля против «Хельсингборга». В 1-м туре чемпионата Швеции подопечные Петера Сверда уступили гостям с минимальным счётом 0:1. Мустафа не попал в стартовый состав, но вышел на замену уже во втором тайме, однако сравнять счёт в матче он не смог. Спустя несколько дней, 5 апреля, президент итальянского клуба «Кальяри» Массимо Челлино объявил о предстоящем летом переходе Эль-Кабира в команду с острова Сардиния.
Первый гол в сезоне за «Мьельбю» Эль-Кабир забил 16 апреля в ворота «Кальмара» на 74-й минуте игры, который помог его команде одержать первую победу в сезоне. 30 апреля в матче против «Норрчёпинга» Мустафа оформил дубль, а по итогам игры был признан лучшим игроком матча. На следующий день, 1 мая, «Мьельбю» официально объявил о договорённости по переходу футболиста в стан «Кальяри». Позже, директор «Кальяри» Френческо Марокку объявил, что Эль-Кабир должен присоединиться к их команде 12 июня, а до тех пор ещё должен провести три игры в чемпионате Швеции.
В матче 9-о тура против «Юргордена», который состоялся 23 мая, Эль-Кабир отметился вторым дублем в сезоне. Для нападающего эта игра стала последней на домашнем стадионе «Мьельбю». Однако в следующем туре против «Ефле», состоявшемся 26 мая, Эль-Кабир в середине первого тайма был вынужден покинуть поле на носилках, таким образом его участие в последнем матче за клуб против «Эльфсборга» оказался под вопросом. Вскоре Мустафа отправился в Италию на переговоры о подписании контракта с «Кальяри», таким образом он не смог принять участие в матче с «Эльфсборгом», в котором его команда потерпела крупное поражение (4:0).

#### Аренда в «Кальяри»
Первоначально руководство «Кальяри» 13 июня официально объявило о подписании с Мустафой четырёхлетнего контракта, до 30 июня 2015 года. Однако позже выяснилось, что в итальянской команде он будет выступать на правах аренды. Эль-Кабир дебютировал в составе новой команды 11 сентября 2011 года в игре против «Ромы», где он вышел на замену на 87-й минуте и в добавленное время забил гол. Также футболист получил жёлтую карточку. В итоге та встреча закончилась 2:1 в пользу «Кальяри». До конца сезона игрок провёл ещё 6 матчей в Серии А, в которых он так и не сумел отличиться. В мае 2012 года руководство итальянского клуба приняло решение не выкупать Эль-Кабира у «Мьельбю».
В июне 2012 года появилась информация, что в услугах Эль-Кабира заинтересовано киевское «Динамо». Позднее сообщалось, что интерес к игроку проявляет другой украинский клуб — львовские «Карпаты».

## Статистика выступлений
По состоянию на 26 августа 2019
| Клуб             | Сезон            | Чемпионат | Чемпионат | Кубок | Кубок | Европейские кубки | Европейские кубки | Итого | Итого |
| Клуб             | Сезон            | Игры      | Голы      | Игры  | Голы  | Игры              | Голы              | Игры  | Голы  |
| ---------------- | ---------------- | --------- | --------- | ----- | ----- | ----------------- | ----------------- | ----- | ----- |
| НЕК              | 2007/08          | 10        | 0         | 0     | 0     | 4                 | 0                 | 14    | 0     |
| НЕК              | 2008/09          | 11        | 0         | 1     | 1     |                   |                   | 12    | 1     |
| НЕК              | Итого            | 21        | 0         | 1     | 1     | 4                 | 0                 | 26    | 1     |
| Мьельбю          | 2010             | 24        | 10        | 4     | 5     |                   |                   | 28    | 15    |
| Мьельбю          | 2011             | 9         | 5         | 1     | 0     |                   |                   | 10    | 5     |
| Мьельбю          | 2012             | 5         | 1         | 1     | 0     |                   |                   | 6     | 1     |
| Мьельбю          | Итого            | 38        | 16        | 6     | 5     |                   |                   | 44    | 21    |
| Кальяри (аренда) | 2011/12          | 7         | 1         |       |       |                   |                   | 7     | 1     |
| Кальяри (аренда) | Итого            | 7         | 1         |       |       |                   |                   | 7     | 1     |
| Хеккен           | 2013             | 22        | 12        | 3     | 3     | 3                 | 0                 | 28    | 15    |
| Хеккен           | 2014             | 10        | 7         | 4     | 3     |                   |                   | 14    | 10    |
| Хеккен           | Итого            | 32        | 19        | 7     | 6     | 3                 | 0                 | 42    | 25    |
| Аль-Ахли         | 2014/15          | 11        | 3         | 2     | 1     |                   |                   | 13    | 4     |
| Аль-Ахли         | Итого            | 11        | 3         | 2     | 1     |                   |                   | 13    | 4     |
| Генчлербирлиги   | 2014/15          | 15        | 4         | 3     | 1     |                   |                   | 18    | 5     |
| Генчлербирлиги   | 2015/16          | 28        | 8         | 0     | 0     |                   |                   | 28    | 8     |
| Генчлербирлиги   | Итого            | 43        | 12        | 3     | 1     |                   |                   | 46    | 13    |
| Саган Тосу       | 2016             | 5         | 0         | 1     | 0     |                   |                   | 6     | 0     |
| Саган Тосу       | Итого            | 5         | 0         | 1     | 0     |                   |                   | 6     | 0     |
| Антальяспор      | 2016/17          | 11        | 3         | 0     | 0     |                   |                   | 11    | 3     |
| Антальяспор      | 2017/18          | 17        | 1         | 3     | 1     |                   |                   | 20    | 2     |
| Антальяспор      | Итого            | 28        | 4         | 3     | 1     |                   |                   | 31    | 5     |
| Хеккен           | 2018             | 9         | 2         | 0     | 0     |                   |                   | 9     | 2     |
| Хеккен           | Итого            | 9         | 2         | 0     | 0     |                   |                   | 9     | 2     |
| Анкарагюджю      | 2018/19          | 14        | 6         | 2     | 0     |                   |                   | 16    | 6     |
| Анкарагюджю      | Итого            | 14        | 6         | 2     | 0     |                   |                   | 16    | 6     |
| Кальмар          | 2019             | 8         | 0         | 0     | 0     |                   |                   | 8     | 0     |
| Кальмар          | Итого            | 8         | 0         | 0     | 0     |                   |                   | 8     | 0     |
| Ризеспор         | 2019/20          | 2         | 0         | 0     | 0     |                   |                   | 2     | 0     |
| Ризеспор         | Итого            | 2         | 0         | 0     | 0     |                   |                   | 2     | 0     |
| Всего за карьеру | Всего за карьеру | 218       | 63        | 25    | 15    | 7                 | 0                 | 250   | 78    |